# 馬潔星
小行星1353（1353 Maartje）是一颗围绕太阳公转的小行星。1935年2月13日，亨德里克·范根特在南非约翰内斯堡的萊頓天文台南站聯合天文台发现了此天体。
該小行星以荷蘭萊頓天文台一名工作人員的女兒馬潔·梅金（Maartje Mekking）的名字命名。
这颗小行星的绝对星等为10.02等。